# ImageShack
ImageShack è un sito internet di archiviazione di immagini Image hosting molto popolare. Il sito è nato nel 2003 e da allora si è notevolmente diffuso.
All'utenza gratuita viene limitata la possibilità di caricare le immagini, riservando agli iscritti paganti tutte le funzionalità del sito.

## Diffusione
Nato nel 2003, ImageShack ha avuto un picco di popolarità nel 2006, arrivando in quell'anno a servire fino a 100.000 differenti utenti durante i periodi di punta.
Dal 17 gennaio 2014, in seguito alla modifica del modello di business, la possibilità di caricare le immagini sul sito senza restrizioni viene riservata ai soli utenti paganti mentre agli altri vengono imposte alcune limitazioni.

## Funzioni
La pagina principale ha un campo per la selezione del file, dove l'utente sceglie l'immagine da caricare in rete. Il formato dell'immagine deve essere obbligatoriamente JPEG (JPG), PNG, GIF, TIFF (TIF), BMP, o SWF e il file non può superare la dimensione di 5 megabyte. Le immagini caricate nei formati BMP e TIFF (TIF) sono automaticamente convertite in file PNG.
Dopo che il file è stato caricato, l'utente viene reindirizzato ad una pagina contenente differenti versioni dell'URL dell'immagine. Questi URL sono già formattati in differenti snippet HTML e Bulletin Board code, che possono essere utilizzati per l'hotlink degli stessi su siti o forum. Questi URL non sono elencati pubblicamente, così solo l'utente e le persone a cui viene dato l'URL possono conoscere l'indirizzo del file. Nella metà del 2008, ImageShack iniziò a rendere meno visibili i link diretti alle immagini, tentando di ridurre l'utilizzo degli stessi, ma dopo aver consultato le opinioni degli utenti, smise di nascondere i link diretti e li posizionò in cima alla pagina.
Le immagini sono memorizzate su ImageShack a tempo indeterminato per gli utenti paganti a meno che le stesse o l'utente che le ha caricate abbiano violato i termini di servizio. L'immagine viene resa inaccessibile se l'utente utilizza più di 300 megabyte di banda in un periodo di un'ora. Il file viene rimosso anche nel caso in cui non venga visualizzato almeno una volta in un anno.
È presente un servizio di registrazione che consente agli utenti di vedere e cancellare le immagini caricate in precedenza ed è stata inoltre introdotta un'applicazione stand-alone (che è inoltre un'applicazione open source) che permette agli utenti che utilizzano sistemi Windows, Mac e Linux di caricare immagini e video.

### Servizio torrent
Il servizio torrent di ImageShack, conosciuto anche come Torrent Drive o ImageShack Drive, offre download di torrent lato server attraverso una interfaccia web. I Torrent sono scaricati e messi in condivisione automaticamente dai server di ImageShack per un periodo di 30 giorni. Una volta terminato ciò, viene fornito un link HTTP per il download. È un servizio fornito a utenti registrati non paganti, ma limitato ad una quota di download degli stessi, misurata dalla quantità di utilizzo dei server da parte degli utenti paganti. Il 28 ottobre 2009, ImageShack sospese il servizio gratuito di Torrent Drive.

## Blocchi del sito

### Hacking di Antisec

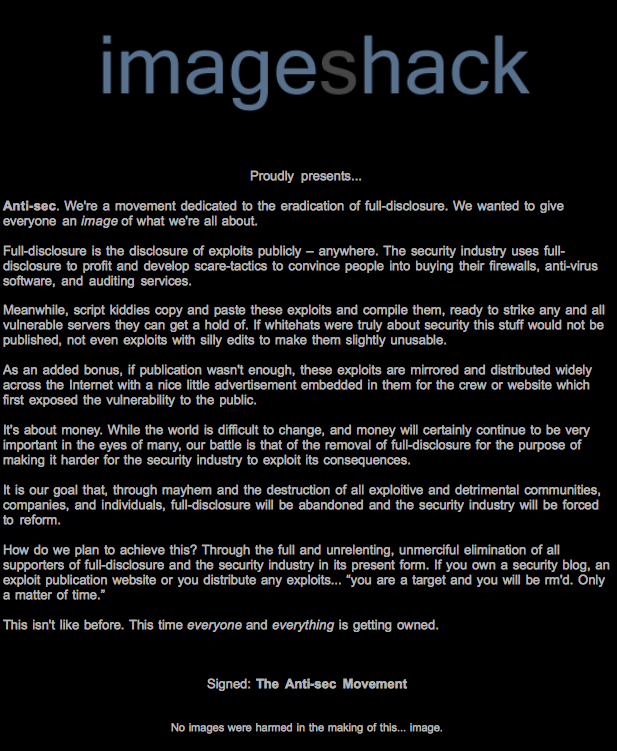
Il manifesto dell’Antisec Movement che rimpiazzò alcune immagini caricate su ImageShack

Il 10 luglio 2009 alle ore 19:34 EST, l'Antisec Movement attaccò il sito ImageShack. L'obiettivo del movimento è di fermare la pubblicazione di falle nei sistemi di sicurezza. Il gruppo aveva ottenuto il controllo di come le immagini venivano visualizzate. Il risultato dell'attacco fu di reindirizzare tutte le immagini caricate su ImageShack ad un'immagine che mostrava il manifesto del movimento hacker. Nel messaggio si specifica che “no images were harmed in the making of this … image”, “nessuna immagine è stata danneggiata nella produzione di questa … immagine” rassicurando gli utenti di ImageShack che nessuna immagine era andata perduta.
Alle ore 21:00 PST del 10 luglio fu ripristinata la normale funzionalità del sito. ImageShack dichiarò che nessun dato o contenuto era stato perso o danneggiato. Ciononostante, diversi utenti hanno lamentato la perdita di alcune immagini.

### Blocco in Colombia
Il 24 agosto 2009 Imageshack fu bloccato dal Governo Colombiano nell'ambito dell'applicazione del programma Sano per Internet. Apparentemente fu un falso positivo originatosi dai filtri contro la pornografia infantile.